# Milán-San Remo 1923
La Milán-San Remo 1923 fue la 16.ª edición de la Milán-San Remo. La carrera se disputó el 25 de marzo de 1923. El vencedor final el italiano Costante Girardengo, que de esta manera, conseguía su tercera victoria en esta carrera. 
64 ciclistas tomaron parte, acabando 31 de ellos.

## Clasificación final
| Posición | Ciclista            | Equipo          | Tiempo      |
| -------- | ------------------- | --------------- | ----------- |
| 1        | Costante Girardengo | Maino           | 10h 14' 00" |
| 2        | Gaetano Belloni     | Legnano-Pirelli | m. t.       |
| 3        | Giuseppe Azzini     | Maino           | m. t.       |
| 4        | Giovanni Brunero    | Legnano-Pirelli | m. t.       |
| 5        | Pietro Bestetti     | Berettini-Monza | m. t.       |
| 6        | Bartolomeo Aimo     | Atala           | m. t.       |
| 7        | Camillo Arduino     | Atala           | m. t.       |
| 8        | Angelo Gremo        | Maino           | m. t.       |
| 9        | Ottavio Bottecchia  | Ganna           | m. t.       |
| 10       | Luigi Lucotti       | Maino           | m. t.       |